# Lagopsis flava
Lagopsis flava là một loài thực vật có hoa trong họ Hoa môi. Loài này được Kar. & Kir. mô tả khoa học đầu tiên năm 1842.